# Утопічна та антиутопічна фантастика
Утопічна та антиутопічна фантастика — це піджанри наукової фантастики, які досліджують соціальні та політичні структури. Утопічна фантастика зображує обстановку, яка узгоджується з етосом автора, маючи різноманітні атрибути іншої реальності, спрямовані на те, щоб привабити читачів. Антиутопічна фантастика пропонує протилежне: зображення обстановки, яка повністю суперечить духу автора. Деякі романи поєднують обидва жанри, часто як метафору для різних напрямків, у яких людство може піти залежно від свого вибору, в кінцевому підсумку з одним із двох можливих майбутніх. Як утопії, так і антиутопії зазвичай зустрічаються в науковій фантастиці та інших видах спекулятивної фантастики.
До 1900 року було опубліковано понад 400 утопічних творів англійською мовою, понад тисячу інших з'явилися протягом ХХ століття. Це збільшення частково пов'язане зі зростанням популярності наукової фантастики та художньої літератури для молоді загалом, а також із більш масштабними соціальними змінами, які привернули увагу до більших суспільних або глобальних проблем, таких як технології, зміна клімату та зростання населення. Деякі з цих тенденцій створили окремі піджанри, такі як екотопічна фантастика, кліматична фантастика, молодіжні антиутопічні романи та феміністичні антиутопічні романи.

## Піджанри

### Утопічна фантастика

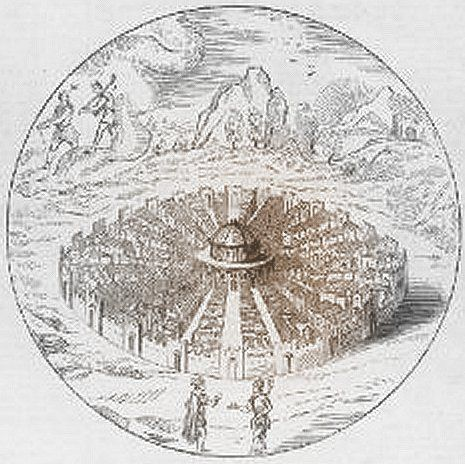
Ілюстрація з французького видання книги Антон Франческо Доні Les Mondes, celestes, terrestres et infernaux (1578), яку часто помилково використовують для «Міста Сонця»

Слово утопія вперше використав у прямому контексті сер Томас Мор у своїй праці «Утопія» 1516 року. Слово утопія нагадує грецькі слова outopos («немає місця») і eutopos («гарне місце»). Книга Мора, написана латинською мовою, викладає бачення ідеального суспільства. Як випливає з назви, твір представляє неоднозначну та іронічну проекцію ідеальної держави. Химерний характер тексту може підтвердити оповідач другої книги «Утопії», Рафаель Гітлодей. Грецький корінь назви «Hythloday» говорить про «експерта в нісенітниці».
Більш раннім прикладом утопічного твору класичної античності є «Держава» Платона, в якій він окреслює те, що він бачить як ідеальне суспільство та його політичну систему. Пізніше Томмазо Кампанелла під впливом творчості Платона написав „Місто Сонця“ (1623), де описується сучасне утопічне суспільство, побудоване на рівності. Інші приклади включають „Історію Расселаса, принца Абіссінії“ Семюеля Джонсона (1759) та „Идукін, або за межею“ Семюеля Батлера (1872), у назві якої використовується анаграма „ніде“. Це, як і більшість утопічної літератури, можна розглядати як сатиру; Батлер змінює хворобу та злочин, покараючи перших і лікуючи останніх.
Один із прикладів значення та мети утопічного жанру описаний у книзі Фредріка Джеймсона „Археології майбутнього“ (2005) , яка розглядає багато утопічних різновидів, визначених їхньою програмою чи імпульсом.

### Антиутопічна фантастика

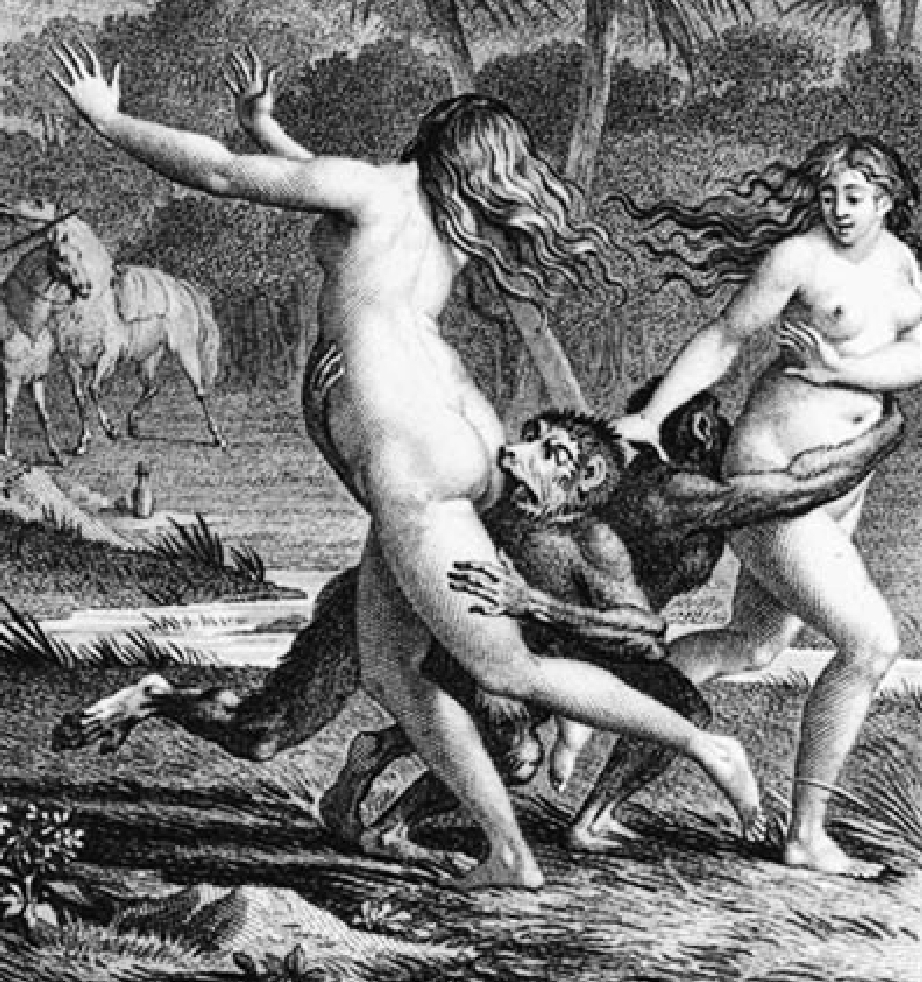
Ілюстрація 1803 року двох мавп, які переслідують своїх коханок. Кандід стріляє в мавп, думаючи, що вони напали на жінок.

Антиутопія — це суспільство, для якого характерна зосередженість на тому, що суперечить духу автора, наприклад, масова бідність, суспільна недовіра та підозра, поліцейська держава чи гноблення. Більшість авторів антиутопічної фантастики досліджують принаймні одну причину, чому все саме так, часто як аналогію з подібними проблемами в реальному світі. Антиутопічна література служить для того, щоб „надати свіжі погляди на проблемні соціальні та політичні практики, які в іншому випадку могли б сприйматися як належне або вважатися природними та неминучими“. Деякі антиутопії претендують на те, щоб бути утопіями. «Идукін, або за межею» Семюела Батлера можна розглядати як антиутопію через те, як хворих людей карають як злочинців, а злодіїв „лікують“ у лікарнях, що жителі Еревона вважають природним і правильним, тобто утопічним (як це висміюється в «Кандіді» Вольтера).
Антиутопії зазвичай екстраполюють елементи сучасного суспільства, тому їх можна сприймати як політичні застереження.
Антиутопії може зображати Есхатологічна література.

#### Приклади
Роман Євгена Замятіна „Ми“ 1921 року зображує постапокаліптичне майбутнє, у якому суспільство повністю засноване на логіці та створене за зразком механічних систем. „Ми“ вплинула на Джорджа Орвелла, коли він написав „1984“ (1949), роман про Океанію, державу, яка перебуває у вічній війні, населення якої контролюється пропагандою. Старший Брат і щоденна газета „Двохвилинка ненависті“ задають тон всепроникній самоцензурі. Роман Олдоса Гакслі 1932 року „Прекрасний новий світ“ розпочався як пародія на утопічну фантастику та спроектував 2540 рік промислових і соціальних змін, які він відчув у 1931 році, що призвело до промислового успіху завдяки примусово переконаному населенню, розділеному на п'ять каст; світова держава вбиває всіх, кому 60 років і старше. Роман Карін Бойє 1940 року „Каллокаїн“ розгортається в тоталітарній світовій державі, де наркотики використовуються для контролю над думками людини.
Роман Ентоні Берджесса „Заводний апельсин“ 1962 року розгортається в Англії майбутнього, яка має субкультуру екстремального насильства серед молоді, і докладно розповідає про переживання головного героя з державним наміром змінити його характер за своєю примхою. „Розповідь служниці“ Маргарет Етвуд (1985) описує майбутні Сполучені Штати, якими керує тоталітарна теократія, де жінки не мають прав, а „Довга прогулянка“ Стівена Кінга (1979) описує подібний тоталітарний сценарій, але зображує участь хлопчиків-підлітків у смертоносному змаганні. Приклади антиутопічної літератури для молоді включають (зокрема всі опубліковані після 2000 року) серіал „Голодні ігри“ Сюзанни Коллінз, серіал „Дивергент“ Вероніки Рот, серіал „Сила п'яти“ Ентоні Горовіца, серіал „Бігун у лабіринті“ Джеймса Дешнера та серіалі „Потворні“ Скотта Вестерфельда. Часто антиутопії також містять відеоігри; відомі приклади включають серію Fallout, BioShock і пізніші ігри серії Half-Life.

## Історія антиутопічної фантастики
Історію антиутопічної літератури можна простежити до реакції на Французьку революцію 1789 року та перспективи того, що панування натовпу призведе до диктатури . До кінця 20-го століття воно було, як правило, антиколгоспним. Антиутопічна фантастика виникла як відповідь на утопічне. Його рання історія простежується в „Дистопія: природна історія“ Грегорі Клейса (Oxford University Press, 2017).
Початок технологічної антиутопії можна простежити до роману Е. М. Форстера (1879—1970) „Машина зупиняється“. М. Кіт Букер стверджує, що „Машина зупиняється“, „Ми“ та „Прекрасний новий світ“ є „великими визначальними текстами для жанру антиутопічної фантастики, як через яскравість їх взаємодії з реальним світом, так і політичних питань і в масштабах їхньої критики суспільств, на яких вони зосереджені“.
Іншою важливою фігурою антиутопічної літератури є Герберт Веллс, чия робота „Машина часу“ (1895) також широко розглядається як прототип антиутопічної літератури. Робота Веллса спирається на соціальну структуру ХІХ століття, забезпечуючи критику британської класової структури того часу. Після Другої світової війни було створено ще більше антиутопічної фантастики. Ці твори художньої літератури були переплетені з політичними коментарями: кінець Другої світової війни викликав побоювання щодо наближення Третьої світової війни та, як наслідок, апокаліпсису.
Сучасна антиутопічна фантастика спирається не лише на такі теми, як тоталітарні уряди та анархізм, але й на забруднення навколишнього середовища, глобальне потепління, зміну клімату, здоров'я, економіку та технології. Сучасні антиутопічні теми поширені в молодіжному жанрі літератури.

### Комбінації
У багатьох творах поєднуються елементи як утопії, так і антиутопії. Як правило, спостерігач з нашого світу подорожує в інше місце чи час і бачить одне суспільство, яке автор вважає ідеальним, а інше представляє найгірший можливий результат. Зазвичай йдеться про те, що наш вибір може призвести до кращого чи гіршого потенційного майбутнього світу. „Завжди повертаючись додому“ Урсули Ле Гуїн відповідає цій моделі, а також „Жінка на краю часу“ Мардж Пірсі. У „П'ятій священній речі“ Старговк немає спостерігача, який подорожує в часі. Проте в її ідеальне суспільство вторгається сусідня влада, яка втілює злі репресії. В „Острові“ Олдоса Гакслі, багато в чому контрапункті його більш відомого „Прекрасного нового світу“, злиття найкращих частин буддійської філософії та західних технологій знаходиться під загрозою „вторгнення“ нафтових компаній. Як інший приклад, у серії „Небажані“ Лізи Макманн виникає парадокс, коли ізгої з повної антиутопії розглядаються як абсолютна утопія. Вони вважають, що тим, хто отримав привілей у згаданій антиутопії, не пощастило.
В іншій літературній моделі уявне суспільство подорожує між елементами утопії та антиутопії протягом роману чи фільму. На початку „Зранителя“ Лоїс Лоурі світ описується як утопія. Однак у міру розвитку книги розкриваються антиутопічні аспекти світу.
„Мандри Гуллівера“ Джонатана Свіфта також іноді пов'язують як з утопічною, так і з антиутопічною літературою, оскільки вона поділяє загальну стурбованість ідеями хороших і поганих суспільств. З тих країн, які відвідує Лемюель Гуллівер, Бробдінгнаг і Країна Гуїгнгнмів наближаються до утопії; інші мають значні антиутопічні аспекти.

### Екотопічна фантастика
В екотопічній фантастиці автор показує або утопічний, або антиутопічний світ, що обертається навколо збереження або знищення навколишнього середовища. У 2006 роціДенні Блум ввів термін „cli fi“, у 2011 році його розповсюдила Маргарет Етвуд у Twitter, щоб охопити художню літературу, пов'язану зі зміною клімату, але ця тема існує десятиліттями. Романи про перенаселення, такі як романи Гаррі Гаррісона “Посуньтесь! Посуньтесь!„ (знятий у фільмі “Зелений сойлент»), були популярні в 1970-х роках, відображаючи широке занепокоєння наслідками перенаселення для навколишнього середовища. У романі Вітлі Стрібера та Джеймса Кунетки «Кінець природи» (1986) йдеться про майбутнє, у якому перенаселення, забруднення, зміна клімату та, як наслідок, супершторми призвели до популярного політичного руху масових самогубців. Іншими прикладами екологічної антиутопії є зображення Землі у фільмах «ВОЛЛ-І» та «Aватар».
Хоча еко-антиутопії є більш поширеними, у літературі присутня невелика кількість робіт, які зображують те, що можна назвати еко-утопією, або еко-утопічні тенденції. Серед них «Екотопія» Ернеста Калленбаха. Кім Стенлі Робінсон написав кілька книг, присвячених екологічним темам, у тому числі трилогію про Марс. Однак найпомітніше, що його трилогія «Три Каліфорнії» протиставила еко-антиутопію еко-утопії та такому собі середньому майбутньому. Робінсон також відредагував антологію короткої екотопічної фантастики під назвою «Первісне майбутнє: нові екотопії». Ще один вражаючий твір Робінсона — «Нью-Йорк 2140», який зосереджується на наслідках суспільства після великої повені, і його можна побачити як через утопічну, так і антиутопічну призму.
Є кілька антиутопій, які мають «антиекологічну» тематику. Вони часто характеризуються урядом, який надмірно захищає природу, або суспільством, яке втратило більшість сучасних технологій і бореться за виживання. Яскравим прикладом цього є роман «Ходак Рідлі» .

### Феміністичні утопії
Іншим піджанром є феміністичні утопії та перекриваюча категорія феміністської наукової фантастики. За словами письменниці Саллі Міллер Ґіргарт, «феміністичний утопічний роман — це роман, який а. протиставляє сьогодення уявленому ідеалізованому суспільству (відокремленому від сьогодення часом або простором), б. пропонує комплексну критику теперішніх цінностей/умов, в. розглядає чоловіків або чоловічі інституції головною причиною нинішніх соціальних негараздів, г. представляє жінок не тільки як принаймні рівних чоловікам, але й як єдиних арбітрів своїх репродуктивних функцій».
Утопії досліджували розгалуження ґендеру як суспільної конструкції або жорстко встановленого імперативу. У «Золотій чаклунській породі» Мері Джентл до досягнення зрілості стать не вибирається, і стать не впливає на соціальні ролі. Навпаки, Доріс Лессінг у творі «Шлюби між зонами три, чотири та п'ять» (1980) припускає, що чоловічі та жіночі цінності притаманні статям і не можуть бути змінені, що робить компроміс між ними необхідним. У «Моїй власній утопії» (1961) Елізабет Манн Боргезе стать існує, але залежить від віку, а не від статі — безстатеві діти дорослішають у жінок, деякі з яких з часом стають чоловіками. Роман Мардж Пірсі «Жінка на межі часу» зберігає людську біологію, але виключає вагітність і пологи з гендерного рівняння, вдаючись до допоміжних репродуктивних технологій, водночас дозволяючи жінкам і чоловікам мати досвід грудного вигодовування.
Утопічні одностатеві світи чи одностатеві суспільства вже давно є одним із основних способів дослідження наслідків статі та гендерних відмінностей. Одним із рішень гендерного гноблення чи соціальних проблем у феміністській утопічній літературі є усунення чоловіків, або показуючи ізольовані повністю жіночі суспільства, як у «Їїзем'ї» Шарлотти Перкінс Гілмен, або суспільства, де чоловіки вимерли або були замінені, як у Джоанни Расс «Кілька речей, які я знаю про відпочинок», де «отруйна бінарна стать» відмерла. У фантастичній літературі уявлялося, що жіночі світи виникають під дією хвороби, яка знищує чоловіків, разом із розвитком технологічного чи містичного методу, який дозволяє жіноче партеногенетичне розмноження. Письменниці-феміністки часто показують суспільство, яке виникло в результаті, утопічним. У 1970-х роках було написано багато впливових феміністичних утопій такого роду; найчастіше досліджувані приклади включають «Жіночий чоловік» Джоанни Расс і «Голдфастські хроніки» Сюзі Маккі Чарнас. Такі світи найчастіше зображували лесбійські або феміністські автори; їх використання лише жіночих світів дозволяє досліджувати жіночу незалежність і свободу від патріархату. Суспільства не обов'язково можуть бути лесбійськими чи взагалі сексуальними — «Їїзем'я» (1915) Шарлотти Перкінс Гілман є відомим раннім прикладом безстатевого суспільства. Шарлін Болл в «Енциклопедії жіночих досліджень пише», що використання наукової фантастики для дослідження гендерних ролей було більш поширеним у Сполучених Штатах, ніж у Європі та інших країнах.
Утопії, створені авторами-чоловіками, зазвичай включали рівність між статями, а не їх сегрегацію.
Останніми роками феміністичні антиутопії стали домінуючими в молодіжній літературі, або YA, зосереджуючись на зв'язку між гендерною ідентичністю та підлітковою соціалізацією. Наприклад, трилогія «Родимка» Карага О'Брайена розповідає про акушерку-підлітка в майбутньому постапокаліптичному світі, тоді як другий роман серії поміщає героїню-підлітка Ґаю в епоху матріархату.

## Культурний вплив
Робота Етьєна Кабе «Подорожі в Ікарію» спонукала групу послідовників, ікарійців, покинути Францію в 1848 році та вирушити до Сполучених Штатів, щоб розпочати серію утопічних поселень у Техасі, Іллінойсі, Айові, Каліфорнії та інших місцях. Ці групи жили в громадах і проіснували до 1898 року.
У перші десятиліття ХХ століття в Росії надзвичайно зросла популярність утопічної науково-фантастичної літератури через те, що громадяни хотіли фантазувати про майбутнє, а не просто про те, що це новий, перспективний жанр літератури. Однак під час холодної війни утопічна наукова фантастика стала надзвичайно помітною серед радянських лідерів. Багато громадян Радянської Росії стали залежними від цієї літератури, оскільки вона представляла собою втечу від реального світу, який на той час не був ідеальним. Утопічна наукова фантастика дозволила їм пофантазувати про те, як задовільно було б жити в «ідеальному» світі. «Червона зірка» Олександра Богданова була науково-фантастичною книгою, написаною про суспільство на Марсі. Цей роман піддався величезній критиці серед радянських лідерів під час холодної війни, оскільки книга дозволяла робочій силі мріяти про втечу від реальності. Культуру робочої сили ненавидів Ленін, тодішній лідер Радянського Союзу, тому що він не хотів, щоб вони емоційно прив'язувалися до цього.